# Burak Akyıldız
Burak Akyıldız (* 3. Januar 1985 in Izmir) ist ein türkischer Fußballspieler.

## Karriere

### Verein
Akyıldız begann mit dem Vereinsfußball in der Jugend von Göztepe Izmir und erhielt hier im Sommer 2002 einen Profivertrag. Ein Jahr später wurde er in den Profikader aufgenommen und kam zwei Spielzeiten lang als Ergänzungsspieler zu sporadischen Einsätzen. Ab der Spielzeit 2004/05 wurde er Stammspieler.
Im Sommer 2006 wechselte er zum Erstligisten Denizlispor. Hier wurde er bereits vor Saisonbeginn vom Trainer für nicht reif genug befunden und an Bilecikspor ausgeliehen. Anschließend spielte er als Leihspieler für Marmaris Belediyespor.
Ab der Spielzeit 2007/08 kam er bei Denizlispor regelmäßig zu Einsätzen. Mit Denizlispor stieg er am Ende der Spielzeit 2009/10 in die TFF 1. Lig. Denizlispor stellte zur Spielzeit 2010/11 mit Hamza Hamzaoğlu einen neuen Trainer ein, der auf die Dienste Akyıldız' gänzlich verzichtete. Als Folge wechselte Akyıldız zur Rückrunde zum Ligakonkurrenten Akhisar Belediyespor. Im März 2011 übernahm auch hier der mittlerweile bei Denizlispor zurückgetretene Hamzaoğlu das Traineramt. Akyıldız kam zwar bis zum Saisonende zu Spieleinsätzen, wurde aber dann von Hamzaoğlu aussortiert.
Zur anstehenden Spielzeit wechselte er zu seinem alten Verein Denizlispor und spielte hier die Hinrunde. Für die Rückrunde wechselte er in die kasachische Premjer-Liga zu FK Qairat Almaty.
Zum Sommer 2012 verließ er Almaty und wechselte in die Türkei zum Zweitliganeuling Adana Demirspor. Bereits zum Saisonende verließ er wieder Adanaspor und heuerte beim Drittligisten Altay Izmir an.